# Englancourt
Englancourt település Franciaországban, Aisne megyében. Lakosainak száma 120 fő (2022. január 1.). Englancourt Buironfosse, Chigny, Erloy, Marly-Gomont és Saint-Algis községekkel határos.

## Népesség
A település népességének változása:
| Lakosok száma | 177  | 166  | 109  | 115  | 136  | 133  | 122  | 117  | 115  | 120  |
|               | 1968 | 1982 | 1990 | 2006 | 2013 | 2015 | 2017 | 2019 | 2020 | 2022 |